# Salem, Skeda
Salem, Skeda är en kyrkobyggnad i Skeda socken, Linköpings kommun. Kyrkan tillhörde från början Svenska Missionsförbundet som uppgick i Equmeniakyrkan.

## Instrument
I kyrkan finns ett piano och en elorgel med två manualer och pedal..